# Anuropus bathypelagicus
Anuropus bathypelagicus là một loài chân đều trong họ Anuropidae. Loài này được Menzies & Dow miêu tả khoa học năm 1958.